# U2 (Band)/Auszeichnungen für Musikverkäufe

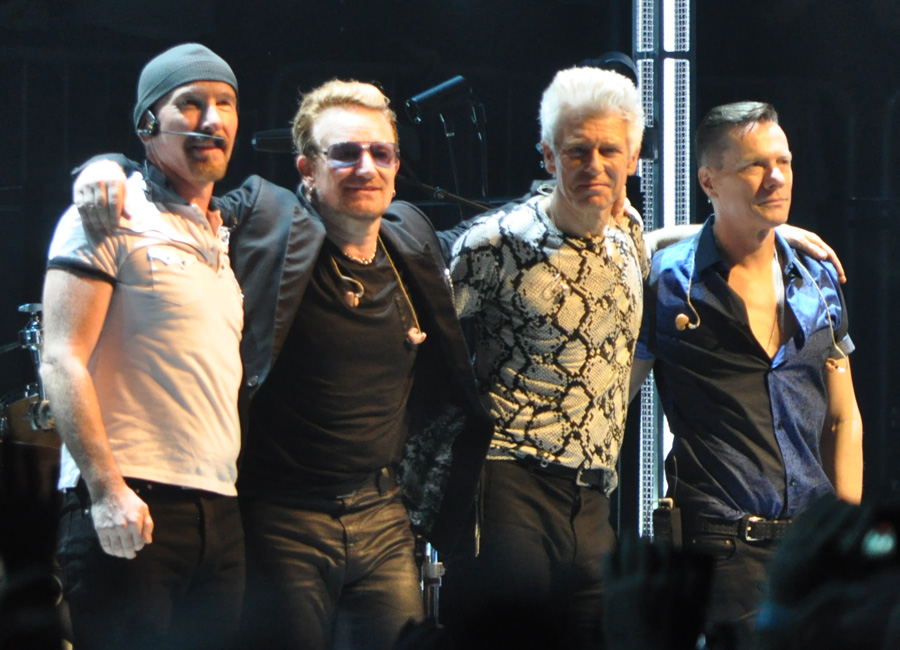
U2 (2015)

Dies ist eine Übersicht über die Auszeichnungen für Musikverkäufe der irischen Rock-Musikgruppe U2. Die Auszeichnungen finden sich nach ihrer Art (Gold, Platin usw.), nach Staaten getrennt in chronologischer Reihenfolge, geordnet sowie nach den Tonträgern selbst, ebenfalls in chronologischer Reihenfolge, getrennt nach Medium (Alben, Singles usw.), wieder.

## Auszeichnungen
| - Frankreich - 1995: für die Single Hold Me, Thrill Me, Kiss Me, Kill Me - Kroatien - 2005: für das Album How to Dismantle an Atomic Bomb - Vereinigtes Königreich - 1985: für das Album Wide Awake in America - 1988: für die Single Desire - 1991: für die Single The Fly - 1994: für die Single Stay (Faraway, So Close!) - 1995: für die Single Miss Sarajevo - 1997: für die Single Discothèque - 2013: für das Album Original Soundtracks 1 - 2016: für das Album Songs of Innocence - 2020: für die Single Stuck in a Moment You Can’t Get Out Of - 2021: für die Single Sunday Bloody Sunday - 2021: für die Single Pride (In the Name of Love) - 2024: für das Lied XXX. - 2025: für die Single Sometimes You Can’t Make It on Your Own - Argentinien - 1990: für das Album Rattle and Hum - 2002: für das Album The B-Sides 1990–2000 - 2009: für das Album No Line on the Horizon - Australien - 1987: für die Single I Still Haven’t Found What I’m Looking For - 1988: für die Single Desire - 1991: für die Single The Fly - 1992: für die Single Mysterious Ways - 1994: für die Single Lemon - 1994: für die Single Stay (Faraway, So Close!) - 1995: für die Single Hold Me, Thrill Me, Kiss Me, Kill Me - 1996: für das Album Boy - 1996: für das Album October - 1998: für die Single Sweetest Thing - 2001: für die Single Stuck in a Moment You Can’t Get Out Of - 2002: für die Single Electrical Storm - 2007: für das Videoalbum PopMart: Live from Mexico City - Belgien - 1996: für die Single Miss Sarajevo - 2002: für das Album Under a Blood Red Sky - 2017: für das Album Songs of Experience - Brasilien - 1992: für das Album Achtung Baby - 1994: für das Album War - 1994: für das Album Zooropa - 1994: für das Album Rattle and Hum - 1997: für das Album Pop - 2002: für das Videoalbum Elevation 2001: Live from Boston - 2008: für das Videoalbum PopMart: Live from Mexico City - 2009: für die Single Vertigo - 2009: für die Single With or Without You - 2016: für das Videoalbum iNNOCENCE + eXPERIENCE – Live In Paris - 2024: für die Single One - 2024: für die Single Ordinary Love - 2024: für die Single Magnificent - 2024: für die Single I Still Haven’t Found What I’m Looking For - Dänemark - 1989: für das Album Rattle and Hum - 2014: für das Streaming With or Without You - 2019: für das Album Songs of Experience - 2020: für die Single Beautiful Day - Deutschland - 1990: für das Album War - 1993: für das Album Zooropa - 1997: für das Album Pop - 2002: für das Videoalbum Elevation 2001: Live from Boston - 2003: für das Album The Best of 1990–2000 - 2019: für das Album Songs of Experience - 2023: für die Single I Still Haven’t Found What I'm Looking For - 2023: für das Album Songs of Innocence - 2023: für die Single Beautiful Day - Finnland - 1988: für das Album Rattle and Hum - 1989: für das Album The Joshua Tree - 1991: für das Album Achtung Baby - 1997: für das Album Pop - 1998: für das Album The Best of 1980–1990 - 2000: für das Album All That You Can’t Leave Behind - 2002: für das Album The Best of 1990–2000 - 2004: für das Album How to Dismantle an Atomic Bomb - 2009: für das Album No Line on the Horizon - Frankreich - 1985: für das Album The Unforgettable Fire - 1992: für das Album Boy - 1992: für das Album October - 1995: für das Album Original Soundtracks 1 - 2023: für das Album Songs of Surrender - 2025: für die Single You’re the Best Thing About Me - GCC - 2010: für das Album No Line on the Horizon - Hongkong - 1989: für das Album Rattle and Hum - Italien - 2014: für die Single Invinsible - 2014: für das Album The Best of 1980–1990 - 2015: für das Album The Best of 1990–2000 - 2016: für die Single Song for Someone - 2016: für das Album Achtung Baby - 2017: für die Single Every Breaking Wave - 2017: für die Single You’re the Best Thing About Me - 2021: für die Single Pride (In the Name of Love) - 2021: für die Single Where the Streets Have No Name - 2025: für das Album All That You Can’t Leave Behind - Japan - 1992: für das Album Achtung Baby - 1993: für das Album Zooropa - 2002: für das Album The Best of 1990–2000 - 2006: für das Album U218 Singles - 2009: für das Album No Line on the Horizon - Kanada - 1987: für die Single With or Without You - 1987: für die Single I Still Haven’t Found What I'm Looking For - 1988: für die Single Desire - 1995: für das Album Original Soundtracks 1 - 2018: für das Album Songs of Experience - Mexiko - 1992: für das Album The Joshua Tree - 1997: für das Album Pop - 1999: für das Album The Best of 1980–1990 - 1999: für das Album The Best of 1980–1990 (Limited Edition) - 2002: für das Album The Best of 1990–2000 - 2002: für das Videoalbum The Best of 1990–2000 - 2002: für das Videoalbum Elevation 2001: Live from Boston - 2006: für das Videoalbum Zoo TV: Live from Sydney - 2007: für das Album U218 Singles - 2007: für das Videoalbum 18 Videos - 2009: für das Album No Line on the Horizon - Neuseeland - 1988: für die Single One Tree Hill - 1988: für die Single Desire - 1990: für die Single All I Want Is You - 1992: für die Single Mysterious Ways - 1995: für die Single Hold Me, Thrill Me, Kiss Me, Kill Me - 1997: für die Single Discothèque - 2002: für die Single Electrical Storm - 2005: für die Single Vertigo - 2006: für das Videoalbum Zoo TV: Live from Sydney - 2020: für das Lied XXX. - Niederlande - 1984: für das Album War - 1984: für das Album The Unforgettable Fire - 1997: für das Album Pop - 2004: für das Album How to Dismantle an Atomic Bomb - 2005: für das Videoalbum Vertigo 2005 – Live from Chicago - 2007: für das Album U218 Singles - Norwegen - 1988: für das Album The Joshua Tree - 1989: für das Album Rattle and Hum - 1993: für das Album Zooropa - Österreich - 1993: für das Album Zooropa - 2002: für das Videoalbum Elevation 2001: Live from Boston - 2018: für das Album Songs of Experience - 2024: für die Single With or Without You - 2024: für die Single I Still Haven’t Found What I’m Looking For - 2024: für die Single One - Polen - 1997: für das Album Pop - 2000: für das Album All That You Can’t Leave Behind - 2003: für das Album The Best of 1990–2000 - 2004: für das Album How to Dismantle an Atomic Bomb - 2007: für das Videoalbum Vertigo 2005 – Live from Chicago - 2018: für das Album Songs of Experience - Portugal - 2018: für das Album Songs of Experience - 2018: für das Videoalbum iNNOCENCE + eXPERIENCE – Live In Paris - 2020: für das Album Songs of Innocence - Russland - 2004: für das Album How to Dismantle an Atomic Bomb - Schweden - 1988: für das Album Rattle and Hum - 1993: für das Album Zooropa - 1997: für das Album Pop - 1998: für das Album The Best of 1980–1990 - 1999: für die Single Sweetest Thing - 2002: für das Album The Best of 1990–2000 - 2007: für die Single One (Mary J. Blige & U2) - Schweiz - 1987: für das Album The Unforgettable Fire - 1989: für das Album War - 1991: für das Album Achtung Baby - 2005: für das Videoalbum Vertigo 2005 – Live from Chicago - 2010: für das Videoalbum 360° at the Rose Bowl - Spanien - 1987: für das Album War - 1987: für das Album Under a Blood Red Sky - 2003: für das Videoalbum U2 Go Home: Live from Slane Castle, Ireland - 2006: für das Videoalbum Zoo TV: Live from Sydney - 2014: für das Album Songs of Innocence - 2017: für das Album Songs of Experience - 2024: für die Single Pride (In the Name of Love) - 2024: für die Single Sunday Bloody Sunday - 2025: für die Single Where the Streets Have No Name - Ungarn - 2000: für das Album The Best of 1980–1990 - 2001: für das Album All That You Can’t Leave Behind - 2003: für das Album The Best of 1990–2000 - 2004: für das Album How to Dismantle an Atomic Bomb - Vereinigte Staaten - 1989: für die Single Desire - 1997: für die Single Discothèque - 2005: für die Single Vertigo - 2005: für die Single Beautiful Day - 2018: für das Lied XXX. - Vereinigtes Königreich - 1985: für das Album Boy - 1995: für die Single Hold Me, Thrill Me, Kiss Me, Kill Me - 2013: für das Videoalbum 360° at the Rose Bowl - 2013: für das Album Under a Blood Red Sky - 2013: für das Album The Joshua Tree – The Deluxe Edition - 2013: für das Videoalbum The Best of 1980–1980 - 2018: für das Album Songs of Experience - 2022: für die Single Sweetest Thing - 2023: für die Single Where the Streets Have No Name - 2024: für die Single One (Mary J. Blige & U2) - 2024: für die Single Vertigo - Frankreich - 2002: für das Album The Best of 1990–2000 | - Argentinien - 1990: für das Album The Joshua Tree - 1991: für das Album Achtung Baby - 1993: für das Album Zooropa - 1997: für das Album Pop - 1998: für das Album The B-Sides 1980–1990 - 2000: für das Album All That You Can’t Leave Behind - 2002: für das Videoalbum Elevation Tour 2001 – U2 Live from Boston - 2003: für das Videoalbum U2 Go Home: Live from Slane Castle, Ireland - 2003: für das Videoalbum The Best of 1990–2000 - 2005: für das Videoalbum Vertigo 2005 – Live from Chicago - 2006: für das Videoalbum Zoo TV: Live from Sydney - 2006: für das Album U218 Singles - 2006: für das Videoalbum 18 Videos - Australien - 1989: für die Single All I Want Is You - 1997: für die Single Discothèque - 1997: für das Album Pop - 2000: für die Single Beautiful Day - 2009: für das Album No Line on the Horizon - 2015: für die Single Vertigo - 2024: für das Lied XXX. - Belgien - 1997: für das Album Pop - 2004: für das Album How to Dismantle an Atomic Bomb - 2007: für das Album U218 Singles - 2009: für das Album No Line on the Horizon - 2009: für das Album War - Brasilien - 1998: für das Album The Best of 1980–1990 - 2000: für das Album All That You Can’t Leave Behind - 2002: für das Album The Best of 1990–2000 - 2002: für das Videoalbum The Best of 1990-2000 - 2006: für das Videoalbum Zoo TV: Live from Sydney - 2007: für das Videoalbum 18 Videos - 2007: für das Album U218 Singles - 2009: für die Single Beautiful Day - 2009: für das Album No Line on the Horizon - 2009: für das Lied No Line on the Horizon - 2015: für das Album Songs of Innocence - 2024: für die Single Pride (In the Name of Love) - Dänemark - 2002: für das Album The Best of 1990–2000 - 2005: für das Videoalbum Vertigo 2005 – Live from Chicago - 2005: für das Album The Best of 1980–1990 - 2006: für die Single One (Mary J. Blige & U2) - 2010: für das Album U218 Singles - 2019: für die Single With or Without You - 2022: für die Single I Still Haven’t Found What I’m Looking For - 2023: für die Single One - Deutschland - 1988: für das Album Rattle and Hum - 1990: für das Album Under a Blood Red Sky - 1992: für das Album Achtung Baby - 1998: für das Album The Best of 1980–1990 - 2006: für das Videoalbum Vertigo 2005 – Live from Chicago - 2007: für das Album U218 Singles - 2009: für das Album No Line on the Horizon - 2023: für die Single One (Mary J. Blige & U2) - 2025: für die Single With or Without You - Europa - 2009: für das Album No Line on the Horizon - Frankreich - 1989: für das Album Rattle and Hum - 1992: für das Album Under a Blood Red Sky - 1995: für das Album Zooropa - 1998: für das Album Pop - 2000: für das Album All That You Can’t Leave Behind - 2003: für das Videoalbum The Best of 1990–2000 - 2003: für das Videoalbum U2 Go Home: Live from Slane Castle, Ireland - 2004: für das Album How to Dismantle an Atomic Bomb - 2020: für die Single With or Without You - Griechenland - 2003: für das Album The Best of 1990–2000 - 2005: für das Album How to Dismantle an Atomic Bomb - 2007: für das Album U218 Singles - 2010: für das Album No Line on the Horizon - Hongkong - 1989: für das Album The Joshua Tree - 1997: für das Album Pop - Irland - 2005: für das Videoalbum Vertigo 2005 – Live from Chicago - Italien - 2013: für die Single Ordinary Love - 2019: für das Album The Joshua Tree - 2019: für die Single Beautiful Day - 2019: für das Album U218 Singles - 2021: für die Single I Still Haven’t Found What I’m Looking For - 2024: für die Single Sunday Bloody Sunday - Japan - 1997: für das Album Pop - 2000: für das Album All That You Can’t Leave Behind - 2005: für das Album How to Dismantle an Atomic Bomb - Kanada - 1981: für das Album Boy - 1988: für das Album Wide Awake in America - 2006: für das Album U218 Singles - 2021: für das Lied XXX. - Mexiko - 2001: für das Album All That You Can’t Leave Behind - 2003: für das Videoalbum U2 Go Home: Live from Slane Castle, Ireland - 2004: für das Album How to Dismantle an Atomic Bomb - 2007: für das Videoalbum PopMart: Live from Mexico City - Neuseeland - 1991: für das Album Boy - 1982: für das Album October - 1992: für die Single The Fly - 1994: für die Single Lemon - 1994: für die Single Stay (Faraway, So Close!) - 2005: für das Videoalbum The Best of 1990–2000 - 2007: für das Videoalbum 18 Videos - 2009: für das Album No Line on the Horizon - 2010: für das Videoalbum 360° at the Rose Bowl - 2022: für die Single Where the Streets Have No Name - 2022: für die Single Sunday Bloody Sunday - 2024: für die Single Sweetest Thing - 2025: für die Single Pride (In the Name of Love) - Niederlande - 1987: für das Album The Joshua Tree - 1988: für das Album Rattle and Hum - 1991: für das Album Achtung Baby - 1998: für das Album The Best of 1980–1990 - 2002: für das Album The Best of 1990–2000 - 2015: für die Single Every Breaking Wave - 2015: für das Album Songs of Innocence - 2015: für die Single The Miracle - Norwegen - 1993: für das Album Achtung Baby - 1997: für das Album Pop - 1998: für das Album The Best of 1980–1990 - Österreich - 1991: für das Album Achtung Baby - 1997: für das Album Pop - 2000: für das Album All That You Can’t Leave Behind - 2002: für das Album The Best of 1990–2000 - 2005: für das Album How to Dismantle an Atomic Bomb - 2011: für das Videoalbum 360° at the Rose Bowl - 2017: für das Album Songs of Innocence - 2024: für das Album No Line on the Horizon - Polen - 1999: für das Album The Best of 1980–1990 - 2010: für das Videoalbum 360° at the Rose Bowl - Portugal - 1989: für das Album Rattle and Hum - 2006: für das Album U218 Singles - 2006: für das Videoalbum Zoo TV: Live from Sydney - 2009: für das Album No Line on the Horizon - 2020: für die Single With or Without You - Rumänien - 2009: für das Album No Line on the Horizon - Russland - 2009: für das Album No Line on the Horizon - 2010: für das Album U218 Singles - Schweden - 1988: für das Album The Joshua Tree - 1991: für das Album Achtung Baby - 2000: für das Album All That You Can’t Leave Behind - 2004: für das Album How to Dismantle an Atomic Bomb - 2009: für das Album No Line on the Horizon - Schweiz - 1987: für das Album The Joshua Tree - 1997: für das Album Pop - 2006: für das Album U218 Singles - 2009: für das Album No Line on the Horizon - Singapur - 2019: für das Album Songs of Innocence - Spanien - 1989: für das Album Rattle and Hum - 1991: für das Album Achtung Baby - 1993: für das Album Zooropa - 1997: für das Album Pop - 2001: für das Album The Joshua Tree - 2003: für das Album The Best of 1990–2000 - 2007: für das Album U218 Singles - 2009: für das Album No Line on the Horizon - 2010: für das Videoalbum 360° at the Rose Bowl - 2024: für die Single Beautiful Day - 2024: für die Single I Still Haven’t Found What I’m Looking For - Ungarn - 2007: für das Album U218 Singles - 2009: für das Album No Line on the Horizon - Vereinigte Staaten - 1993: für das Videoalbum Achtung Baby – The Videos - 1995: für das Album Boy - 1995: für das Album Ocotber - 1997: für das Album Pop - 2003: für das Album The Best of 1990–2000 - 2006: für das Videoalbum Zoo TV: Live from Sydney - 2009: für das Album No Line on the Horizon - Vereinigtes Königreich - 1992: für das Album Ocotber - 1993: für das Album Zooropa - 1997: für das Album Pop - 2009: für das Album No Line on the Horizon - 2013: für das Album The B-Sides 1990–2000 - 2013: für das Album The B-Sides 1980–1990 - 2013: für das Videoalbum Zoo TV: Live from Sydney - 2013: für das Videoalbum The Best of 1990–2000 - 2013: für das Videoalbum PopMart: Live from Mexico City - 2022: für die Single Take Me to the Clouds Above - 2023: für die Single One - Deutschland - 2001: für das Album All That You Can’t Leave Behind - 2004: für das Album How to Dismantle an Atomic Bomb - 2011: für das Videoalbum 360° at the Rose Bowl - Kolumbien - 2006: für das Album How to Dismantle an Atomic Bomb - Österreich - 1990: für das Album The Joshua Tree | - Argentinien - 2002: für das Album The Best of 1990–2000 - Australien - 1996: für das Album War - 2002: für das Album The Best of 1990–2000 - 2004: für das Videoalbum Elevation 2001: Live from Boston - 2006: für das Videoalbum Zoo TV: Live from Sydney - 2007: für das Videoalbum 18 Videos - Belgien - 2001: für das Album All That You Can’t Leave Behind - 2003: für das Album The Best of 1990–2000 - Brasilien - 2006: für das Album How to Dismantle an Atomic Bomb - Dänemark - 2001: für das Album All That You Can’t Leave Behind - 2006: für das Videoalbum U2 Go Home: Live from Slane Castle, Ireland - 2012: für das Album No Line on the Horizon - 2018: für das Album Achtung Baby - Deutschland - 1994: für das Album The Joshua Tree - 2006: für das Videoalbum U2: Rattle and Hum - Europa - 1997: für das Album Pop - 2007: für das Album U218 Singles - Frankreich - 1992: für das Album The Joshua Tree - 1995: für das Album Achtung Baby - 1996: für das Album War - 1999: für das Album The Best of 1980–1990 - 2022: für das Album Songs of Experience - Griechenland - 2003: für das Album The Best of 1980–1990 - Irland - 2010: für das Videoalbum 360° at the Rose Bowl - Italien - 2014: für das Album Songs of Innocence - 2019: für das Album Songs of Experience - 2021: für die Single With or Without You - 2024: für die Single One - Japan - 1999: für das Album The Best of 1980–1990 - Kanada - 1988: für das Album Under a Blood Red Sky - 2009: für das Album No Line on the Horizon - Mexiko - 2005: für das Videoalbum Vertigo 2005 – Live from Chicago - Neuseeland - 1997: für das Album Pop - 2004: für das Videoalbum U2 Go Home: Live from Slane Castle, Ireland - 2022: für die Single Beautiful Day - 2025: für die Single One - Niederlande - 2001: für das Album All That You Can’t Leave Behind - 2009: für das Album No Line on the Horizon - 2015: für die Single Ordinary Love - Norwegen - 2001: für das Album All That You Can’t Leave Behind - Österreich - 1999: für das Album The Best of 1980–1990 - Polen - 2007: für das Album U218 Singles - 2014: für das Album Songs of Innocence - Portugal - 2004: für das Videoalbum U2 Go Home: Live from Slane Castle, Ireland - Schweiz - 1991: für das Album Rattle and Hum - 2001: für das Album All That You Can’t Leave Behind - 2004: für das Album The Best of 1990–2000 - Spanien - 2005: für das Album How to Dismantle an Atomic Bomb - 2025: für die Single One - Vereinigte Staaten - 1993: für das Album Zooropa - 1994: für das Album Wide Awake in America - 2003: für das Album The B-Sides 1980–1990 - 2001: für das Album The Best of 1980–1990 - 2001: für das Videoalbum Elevation 2001: Live from Boston - Vereinigtes Königreich - 1987: für das Album The Unforgettable Fire - 1992: für das Album War - 2003: für das Album The Best of 1990–2000 - 2013: für das Videoalbum Vertigo 2005 – Live from Chicago - 2013: für das Videoalbum U2 Go Home Live from Slane Castle - 2013: für das Videoalbum Elevation 2001: Live from Boston - 2025: für die Single Beautiful Day - 2025: für die Single I Still Haven’t Found What I’m Looking For - Argentinien - 1998: für das Album The Best of 1980–1990 - 2006: für das Album How to Dismantle an Atomic Bomb - Australien - 1993: für das Album Zooropa - 2011: für das Videoalbum 360° at the Rose Bowl - Dänemark - 2022: für das Album The Joshua Tree - Europa - 2004: für das Album How to Dismantle an Atomic Bomb - 2008: für das Album The Best of 1990–2000 - Frankreich - 2001: für das Videoalbum Elevation 2001: Live from Boston - Italien - 1997: für das Album Pop - 2009: für das Album No Line on the Horizon - Kanada - 1987: für das Album The Unforgettable Fire - 1992: für das Album War - 1997: für das Album Pop - 2003: für das Album The Best of 1990–2000 - Neuseeland - 1985: für das Album War - 1989: für das Album The Unforgettable Fire - 2002: für das Album All That You Can’t Leave Behind - 2004: für das Album How to Dismantle an Atomic Bomb - Portugal - 2005: für das Videoalbum Vertigo 2005 – Live from Chicago - 2005: für das Album How to Dismantle an Atomic Bomb - Schweiz - 2000: für das Album The Best of 1980–1990 - Spanien - 1987: für das Album The Joshua Tree - 2001: für das Album All That You Can’t Leave Behind - 2005: für das Videoalbum Vertigo 2005 – Live from Chicago - 2024: für die Single With or Without You - Südafrika - 2002: für das Album All That You Can’t Leave Behind - Vereinigte Staaten - 1995: für das Album Under a Blood Red Sky - 1995: für das Album The Unforgettable Fire - 2004: für das Album How to Dismantle an Atomic Bomb - Vereinigtes Königreich - 1987: für das Album Under a Blood Red Sky - 2013: für das Videoalbum U2: Rattle and Hum - 2024: für die Single With or Without You - Australien - 1996: für das Album Under a Blood Red Sky - 2006: für das Album How to Dismantle an Atomic Bomb - Dänemark - 2017: für das Album How to Dismantle an Atomic Bomb - Europa - 2002: für das Album All That You Can’t Leave Behind - Irland - 2009: für das Album No Line on the Horizon - Kanada - 2000: für das Album Zooropa - Neuseeland - 2006: für das Videoalbum Vertigo 2005 – Live from Chicago - 2007: für das Album Zooropa - 2008: für das Album U218 Singles - 2025: für die Single I Still Haven’t Found What I’m Looking For - 2025: für die Single With or Without You - Portugal - 2010: für das Videoalbum 360° at the Rose Bowl - Spanien - 2003: für das Album The Best of 1980–1990 - Vereinigte Staaten - 1995: für das Album War - 2004: für das Album All That You Can’t Leave Behind - Vereinigtes Königreich - 1995: für das Album Rattle and Hum - 2001: für das Album Achtung Baby - 2005: für das Album How to Dismantle an Atomic Bomb - 2021: für das Album All That You Can’t Leave Behind - Argentinien - 1998: für das Videoalbum The Best of 1980–1990 - Australien - 1996: für das Album The Joshua Tree - 1998: für das Album Achtung Baby - 2014: für das Album All That You Can’t Leave Behind - 2015: für das Album U218 Singles - Kanada - 2001: für das Album All That You Can’t Leave Behind - 2002: für das Videoalbum Elevation 2001: Live from Boston - 2005: für das Album How to Dismantle an Atomic Bomb - 2011: für das Videoalbum 360° at the Rose Bowl - Neuseeland - 1993: für das Album Achtung Baby - 2003: für das Album The Best of 1990–2000 - Portugal - 1998: für das Album The Best of 1980–1990 - Vereinigte Staaten - 1995: für das Album Rattle and Hum - Vereinigtes Königreich - 2002: für das Album The Best of 1980–1990 - 2025: für das Album U218 Singles - Australien - 2006: für das Videoalbum Vertigo 2005 – Live from Chicago - Belgien - 2007: für das Album The Best of 1980–1990 - Irland - 2008: für das Album U218 Singles - Kanada - 1998: für das Album The Best of 1980–1990 - Neuseeland - 1990: für das Album Under a Blood Red Sky - Australien - 1996: für das Album Rattle and Hum - 2006: für das Videoalbum U2 Go Home: Live from Slane Castle, Ireland - Europa - 2004: für das Album The Best of 1980–1990 - Kanada - 1989: für das Album Rattle and Hum - Australien - 2006: für das Album The Best of 1980–1990 - Neuseeland - 1990: für das Album Rattle and Hum - Vereinigte Staaten - 1997: für das Album Achtung Baby - Neuseeland - 2000: für das Album The Best of 1980–1990 - Irland - 2005: für das Album How to Dismantle an Atomic Bomb - Vereinigtes Königreich - 2023: für das Album The Joshua Tree - Neuseeland - 1990: für das Album The Joshua Tree - Brasilien - 2005: für das Videoalbum U2 Go Home: Live from Slane Castle, Ireland - 2006: für das Videoalbum Vertigo 2005 – Live from Chicago - 2011: für das Videoalbum 360° at the Rose Bowl - Frankreich - 2005: für das Videoalbum Vertigo 2005 – Live from Chicago - Kanada - 1987: für das Album The Joshua Tree - 2000: für das Album Achtung Baby - Vereinigte Staaten - 1995: für das Album The Joshua Tree - Brasilien - 2024: für das Lied Cedarwood Road - 2024: für das Lied Raised By Wolves - 2024: für die Single The Miracle - 2024: für das Lied This Is Where You Can Reach Me Now - 2024: für das Lied The Troubles - 2024: für das Lied Iris (Hold Me Close) - 2024: für die Single Song for Someone - 2024: für das Lied Volcano - 2024: für das Lied Sleep Like a Baby Tonight - 2024: für die Single Every Breaking Wave - Brasilien - 2024: für das Lied California (There Is No End To Love) |

## Auszeichnungen nach Alben

### Boy
| Land/Region                  | Auszeichnungen für Musikverkäufe (Land/Region, Auszeichnung, Verkäufe) | Verkäufe  |
| ---------------------------- | ---------------------------------------------------------------------- | --------- |
| Australien (ARIA)            | Gold                                                                   | 35.000    |
| Frankreich (SNEP)            | Gold                                                                   | 100.000   |
| Kanada (MC)                  | Platin                                                                 | 100.000   |
| Neuseeland (RMNZ)            | Platin                                                                 | 20.000    |
| Vereinigte Staaten (RIAA)    | Platin                                                                 | 1.000.000 |
| Vereinigtes Königreich (BPI) | Gold                                                                   | 100.000   |
| Insgesamt                    | 3× Gold · 3× Platin ·                                                  | 1.355.000 |

### October
| Land/Region                  | Auszeichnungen für Musikverkäufe (Land/Region, Auszeichnung, Verkäufe) | Verkäufe  |
| ---------------------------- | ---------------------------------------------------------------------- | --------- |
| Australien (ARIA)            | Gold                                                                   | 35.000    |
| Frankreich (SNEP)            | Gold                                                                   | 100.000   |
| Neuseeland (RMNZ)            | Platin                                                                 | 20.000    |
| Vereinigte Staaten (RIAA)    | Platin                                                                 | 1.000.000 |
| Vereinigtes Königreich (BPI) | Platin                                                                 | 300.000   |
| Insgesamt                    | 2× Gold · 3× Platin ·                                                  | 1.455.000 |

### War
| Land/Region                  | Auszeichnungen für Musikverkäufe (Land/Region, Auszeichnung, Verkäufe) | Verkäufe  |
| ---------------------------- | ---------------------------------------------------------------------- | --------- |
| Australien (ARIA)            | 2× Platin                                                              | 140.000   |
| Belgien (BRMA)               | Platin                                                                 | 50.000    |
| Brasilien (PMB)              | Gold                                                                   | 100.000   |
| Deutschland (BVMI)           | Gold                                                                   | 250.000   |
| Frankreich (SNEP)            | 2× Platin                                                              | 600.000   |
| Kanada (MC)                  | 3× Platin                                                              | 300.000   |
| Neuseeland (RMNZ)            | 3× Platin                                                              | 60.000    |
| Niederlande (NVPI)           | Gold                                                                   | 50.000    |
| Schweiz (IFPI)               | Gold                                                                   | 25.000    |
| Spanien (Promusicae)         | Gold                                                                   | 50.000    |
| Vereinigte Staaten (RIAA)    | 4× Platin                                                              | 4.000.000 |
| Vereinigtes Königreich (BPI) | 2× Platin                                                              | 600.000   |
| Insgesamt                    | 5× Gold · 17× Platin ·                                                 | 6.225.000 |

### Under a Blood Red Sky
| Land/Region                  | Auszeichnungen für Musikverkäufe (Land/Region, Auszeichnung, Verkäufe) | Verkäufe  |
| ---------------------------- | ---------------------------------------------------------------------- | --------- |
| Australien (ARIA)            | 4× Platin                                                              | 280.000   |
| Belgien (BRMA)               | Gold                                                                   | 25.000    |
| Deutschland (BVMI)           | Platin                                                                 | 500.000   |
| Frankreich (SNEP)            | Platin                                                                 | 300.000   |
| Kanada (MC)                  | 2× Platin                                                              | 200.000   |
| Neuseeland (RMNZ)            | 6× Platin                                                              | 120.000   |
| Spanien (Promusicae)         | Gold                                                                   | 50.000    |
| Vereinigte Staaten (RIAA)    | 3× Platin                                                              | 3.000.000 |
| Vereinigtes Königreich (BPI) | 3× Platin                                                              | 900.000   |
| Insgesamt                    | 2× Gold · 23× Platin ·                                                 | 6.375.000 |

### The Unforgettable Fire
| Land/Region                  | Auszeichnungen für Musikverkäufe (Land/Region, Auszeichnung, Verkäufe) | Verkäufe  |
| ---------------------------- | ---------------------------------------------------------------------- | --------- |
| Frankreich (SNEP)            | Gold                                                                   | 100.000   |
| Kanada (MC)                  | 3× Platin                                                              | 300.000   |
| Neuseeland (RMNZ)            | 3× Platin                                                              | 60.000    |
| Niederlande (NVPI)           | Gold                                                                   | 50.000    |
| Schweiz (IFPI)               | Gold                                                                   | 25.000    |
| Vereinigte Staaten (RIAA)    | 3× Platin                                                              | 3.000.000 |
| Vereinigtes Königreich (BPI) | 2× Platin                                                              | 600.000   |
| Insgesamt                    | 3× Gold · 11× Platin ·                                                 | 4.135.000 |

### Wide Awake in America
| Land/Region                  | Auszeichnungen für Musikverkäufe (Land/Region, Auszeichnung, Verkäufe) | Verkäufe  |
| ---------------------------- | ---------------------------------------------------------------------- | --------- |
| Kanada (MC)                  | Platin                                                                 | 100.000   |
| Vereinigte Staaten (RIAA)    | 2× Platin                                                              | 2.000.000 |
| Vereinigtes Königreich (BPI) | Silber                                                                 | 60.000    |
| Insgesamt                    | 1× Silber · 3× Platin ·                                                | 2.160.000 |

### The Joshua Tree
| Land/Region                  | Auszeichnungen für Musikverkäufe (Land/Region, Auszeichnung, Verkäufe) | Verkäufe   |
| ---------------------------- | ---------------------------------------------------------------------- | ---------- |
| Argentinien (CAPIF)          | Platin                                                                 | 60.000     |
| Australien (ARIA)            | 5× Platin                                                              | 350.000    |
| Dänemark (IFPI)              | 3× Platin                                                              | 60.000     |
| Deutschland (BVMI)           | 2× Platin                                                              | 1.000.000  |
| Finnland (IFPI)              | Gold                                                                   | 27.965     |
| Frankreich (SNEP)            | 2× Platin                                                              | 600.000    |
| Hongkong (IFPI/HKRIA)        | Platin                                                                 | 20.000     |
| Italien (FIMI)               | Platin                                                                 | 50.000     |
| Kanada (MC)                  | Diamant                                                                | 1.000.000  |
| Mexiko (AMPROFON)            | Gold                                                                   | 100.000    |
| Neuseeland (RMNZ)            | 14× Platin                                                             | 280.000    |
| Niederlande (NVPI)           | Platin                                                                 | 100.000    |
| Norwegen (IFPI)              | Gold                                                                   | 50.000     |
| Österreich (IFPI)            | 3× Gold                                                                | 75.000     |
| Schweden (IFPI)              | Platin                                                                 | 100.000    |
| Schweiz (IFPI)               | Platin                                                                 | 50.000     |
| Spanien (Promusicae)         | 3× Platin (1987) · + Platin (2001)                                     | 400.000    |
| Vereinigte Staaten (RIAA)    | Diamant                                                                | 10.000.000 |
| Vereinigtes Königreich (BPI) | 10× Platin (Standard) · + Gold (Deluxe-Edition)                        | 3.100.000  |
| Insgesamt                    | 5× Gold · 47× Platin · 2× Diamant ·                                    | 17.322.965 |

### Rattle and Hum
| Land/Region                  | Auszeichnungen für Musikverkäufe (Land/Region, Auszeichnung, Verkäufe) | Verkäufe  |
| ---------------------------- | ---------------------------------------------------------------------- | --------- |
| Argentinien (CAPIF)          | Gold                                                                   | 30.000    |
| Australien (ARIA)            | 7× Platin                                                              | 490.000   |
| Brasilien (PMB)              | Gold                                                                   | 100.000   |
| Dänemark (IFPI)              | Gold                                                                   | 50.000    |
| Deutschland (BVMI)           | Platin                                                                 | 500.000   |
| Finnland (IFPI)              | Gold                                                                   | 28.632    |
| Frankreich (SNEP)            | Platin                                                                 | 300.000   |
| Hongkong (IFPI/HKRIA)        | Gold                                                                   | 10.000    |
| Kanada (MC)                  | 7× Platin                                                              | 700.000   |
| Neuseeland (RMNZ)            | 8× Platin                                                              | 160.000   |
| Niederlande (NVPI)           | Platin                                                                 | 100.000   |
| Norwegen (IFPI)              | Gold                                                                   | 50.000    |
| Portugal (AFP)               | Platin                                                                 | 40.000    |
| Schweden (IFPI)              | Gold                                                                   | 50.000    |
| Schweiz (IFPI)               | 2× Platin                                                              | 100.000   |
| Spanien (Promusicae)         | Platin                                                                 | 100.000   |
| Vereinigte Staaten (RIAA)    | 5× Platin                                                              | 5.000.000 |
| Vereinigtes Königreich (BPI) | 4× Platin                                                              | 1.200.000 |
| Insgesamt                    | 7× Gold · 38× Platin ·                                                 | 9.008.632 |

### Achtung Baby
| Land/Region                  | Auszeichnungen für Musikverkäufe (Land/Region, Auszeichnung, Verkäufe) | Verkäufe   |
| ---------------------------- | ---------------------------------------------------------------------- | ---------- |
| Argentinien (CAPIF)          | Platin                                                                 | 60.000     |
| Australien (ARIA)            | 5× Platin                                                              | 350.000    |
| Brasilien (PMB)              | Gold                                                                   | 100.000    |
| Dänemark (IFPI)              | 2× Platin                                                              | 40.000     |
| Deutschland (BVMI)           | Platin                                                                 | 500.000    |
| Finnland (IFPI)              | Gold                                                                   | 34.938     |
| Frankreich (SNEP)            | 2× Platin                                                              | 600.000    |
| Italien (FIMI)               | Gold                                                                   | 25.000     |
| Japan (RIAJ)                 | Gold                                                                   | 100.000    |
| Kanada (MC)                  | Diamant                                                                | 1.000.000  |
| Neuseeland (RMNZ)            | 5× Platin                                                              | 75.000     |
| Niederlande (NVPI)           | Platin                                                                 | 100.000    |
| Norwegen (IFPI)              | Platin                                                                 | 50.000     |
| Österreich (IFPI)            | Platin                                                                 | 50.000     |
| Schweden (IFPI)              | Platin                                                                 | 100.000    |
| Schweiz (IFPI)               | Gold                                                                   | 25.000     |
| Spanien (Promusicae)         | Platin                                                                 | 100.000    |
| Vereinigte Staaten (RIAA)    | 8× Platin                                                              | 8.000.000  |
| Vereinigtes Königreich (BPI) | 4× Platin                                                              | 1.200.000  |
| Insgesamt                    | 5× Gold · 33× Platin · 1× Diamant ·                                    | 12.319.938 |

### Zooropa
| Land/Region                  | Auszeichnungen für Musikverkäufe (Land/Region, Auszeichnung, Verkäufe) | Verkäufe  |
| ---------------------------- | ---------------------------------------------------------------------- | --------- |
| Argentinien (CAPIF)          | Platin                                                                 | 60.000    |
| Australien (ARIA)            | 3× Platin                                                              | 210.000   |
| Brasilien (PMB)              | Gold                                                                   | 100.000   |
| Deutschland (BVMI)           | Gold                                                                   | 250.000   |
| Frankreich (SNEP)            | Platin                                                                 | 300.000   |
| Japan (RIAJ)                 | Gold                                                                   | 100.000   |
| Kanada (MC)                  | 4× Platin                                                              | 400.000   |
| Neuseeland (RMNZ)            | 4× Platin                                                              | 60.000    |
| Norwegen (IFPI)              | Gold                                                                   | 25.000    |
| Österreich (IFPI)            | Gold                                                                   | 25.000    |
| Schweden (IFPI)              | Gold                                                                   | 50.000    |
| Spanien (Promusicae)         | Platin                                                                 | 100.000   |
| Vereinigte Staaten (RIAA)    | 2× Platin                                                              | 2.000.000 |
| Vereinigtes Königreich (BPI) | Platin                                                                 | 300.000   |
| Insgesamt                    | 6× Gold · 17× Platin ·                                                 | 3.980.000 |

### Original Soundtracks 1
| Land/Region                  | Auszeichnungen für Musikverkäufe (Land/Region, Auszeichnung, Verkäufe) | Verkäufe |
| ---------------------------- | ---------------------------------------------------------------------- | -------- |
| Frankreich (SNEP)            | Gold                                                                   | 100.000  |
| Kanada (MC)                  | Gold                                                                   | 50.000   |
| Vereinigtes Königreich (BPI) | Silber                                                                 | 60.000   |
| Insgesamt                    | 1× Silber · 2× Gold ·                                                  | 210.000  |

### Pop
| Land/Region                  | Auszeichnungen für Musikverkäufe (Land/Region, Auszeichnung, Verkäufe) | Verkäufe  |
| ---------------------------- | ---------------------------------------------------------------------- | --------- |
| Argentinien (CAPIF)          | Platin                                                                 | 60.000    |
| Australien (ARIA)            | Platin                                                                 | 70.000    |
| Belgien (BRMA)               | Platin                                                                 | (50.000)  |
| Brasilien (PMB)              | Gold                                                                   | 100.000   |
| Deutschland (BVMI)           | Gold                                                                   | (250.000) |
| Europa (IFPI)                | 2× Platin                                                              | 2.000.000 |
| Finnland (IFPI)              | Gold                                                                   | (32.952)  |
| Frankreich (SNEP)            | Platin                                                                 | (300.000) |
| Hongkong (IFPI/HKRIA)        | Platin                                                                 | 20.000    |
| Italien (FIMI)               | 3× Platin                                                              | (300.000) |
| Japan (RIAJ)                 | Platin                                                                 | 200.000   |
| Kanada (MC)                  | 3× Platin                                                              | 300.000   |
| Mexiko (AMPROFON)            | Gold                                                                   | 150.000   |
| Neuseeland (RMNZ)            | 2× Platin                                                              | 30.000    |
| Niederlande (NVPI)           | Gold                                                                   | (50.000)  |
| Norwegen (IFPI)              | Platin                                                                 | (50.000)  |
| Österreich (IFPI)            | Platin                                                                 | (50.000)  |
| Polen (ZPAV)                 | Gold                                                                   | (50.000)  |
| Schweden (IFPI)              | Gold                                                                   | (40.000)  |
| Schweiz (IFPI)               | Platin                                                                 | (50.000)  |
| Spanien (Promusicae)         | Platin                                                                 | (100.000) |
| Vereinigte Staaten (RIAA)    | Platin                                                                 | 1.000.000 |
| Vereinigtes Königreich (BPI) | Platin                                                                 | (480.000) |
| Insgesamt                    | 7× Gold · 22× Platin ·                                                 | 3.930.000 |

### The Best of 1980–1990
| Land/Region                  | Auszeichnungen für Musikverkäufe (Land/Region, Auszeichnung, Verkäufe) | Verkäufe    |
| ---------------------------- | ---------------------------------------------------------------------- | ----------- |
| Argentinien (CAPIF)          | 3× Platin                                                              | 180.000     |
| Australien (ARIA)            | 8× Platin                                                              | 560.000     |
| Belgien (BRMA)               | 6× Platin                                                              | (300.000)   |
| Brasilien (PMB)              | Platin                                                                 | 250.000     |
| Dänemark (IFPI)              | Platin                                                                 | (50.000)    |
| Deutschland (BVMI)           | Platin                                                                 | (500.000)   |
| Europa (IFPI)                | 7× Platin                                                              | 7.000.000   |
| Finnland (IFPI)              | Gold                                                                   | (29.864)    |
| Frankreich (SNEP)            | 2× Platin                                                              | (600.000)   |
| Griechenland (IFPI)          | 2× Platin                                                              | (40.000)    |
| Italien (FIMI)               | Gold                                                                   | (25.000)    |
| Japan (RIAJ)                 | 2× Platin                                                              | 400.000     |
| Kanada (MC)                  | 6× Platin                                                              | 600.000     |
| Mexiko (AMPROFON)            | Gold · + Gold (Limited Edition)                                        | 200.000     |
| Neuseeland (RMNZ)            | 9× Platin                                                              | 135.000     |
| Niederlande (NVPI)           | Platin                                                                 | (100.000)   |
| Norwegen (IFPI)              | Platin                                                                 | (50.000)    |
| Österreich (IFPI)            | 2× Platin                                                              | (100.000)   |
| Polen (ZPAV)                 | Platin                                                                 | (100.000)   |
| Portugal (AFP)               | 5× Platin                                                              | (200.000)   |
| Schweden (IFPI)              | Gold                                                                   | (40.000)    |
| Schweiz (IFPI)               | 3× Platin                                                              | (150.000)   |
| Spanien (Promusicae)         | 4× Platin                                                              | (400.000)   |
| Ungarn (MAHASZ)              | Gold                                                                   | (25.000)    |
| Vereinigte Staaten (RIAA)    | 2× Platin                                                              | 2.000.000   |
| Vereinigtes Königreich (BPI) | 5× Platin                                                              | (1.500.000) |
| Insgesamt                    | 6× Gold · 70× Platin ·                                                 | 11.525.000  |

### The B-Sides 1980–1990
| Land/Region                  | Auszeichnungen für Musikverkäufe (Land/Region, Auszeichnung, Verkäufe) | Verkäufe  |
| ---------------------------- | ---------------------------------------------------------------------- | --------- |
| Argentinien (CAPIF)          | Platin                                                                 | 60.000    |
| Vereinigte Staaten (RIAA)    | 2× Platin                                                              | 2.000.000 |
| Vereinigtes Königreich (BPI) | Platin                                                                 | 300.000   |
| Insgesamt                    | 4× Platin ·                                                            | 2.360.000 |

### All That You Can’t Leave Behind
| Land/Region                  | Auszeichnungen für Musikverkäufe (Land/Region, Auszeichnung, Verkäufe) | Verkäufe    |
| ---------------------------- | ---------------------------------------------------------------------- | ----------- |
| Argentinien (CAPIF)          | Platin                                                                 | 60.000      |
| Australien (ARIA)            | 5× Platin                                                              | 350.000     |
| Belgien (BRMA)               | 2× Platin                                                              | (100.000)   |
| Brasilien (PMB)              | Platin                                                                 | 250.000     |
| Dänemark (IFPI)              | 2× Platin                                                              | (100.000)   |
| Deutschland (BVMI)           | 3× Gold                                                                | (450.000)   |
| Europa (IFPI)                | 4× Platin                                                              | 4.000.000   |
| Finnland (IFPI)              | Gold                                                                   | (27.312)    |
| Frankreich (SNEP)            | Platin                                                                 | (550.000)   |
| Italien (FIMI)               | Gold                                                                   | (25.000)    |
| Japan (RIAJ)                 | Platin                                                                 | 200.000     |
| Kanada (MC)                  | 5× Platin                                                              | 500.000     |
| Mexiko (AMPROFON)            | Platin                                                                 | 150.000     |
| Neuseeland (RMNZ)            | 3× Platin                                                              | 45.000      |
| Niederlande (NVPI)           | 2× Platin                                                              | (160.000)   |
| Norwegen (IFPI)              | 2× Platin                                                              | (100.000)   |
| Österreich (IFPI)            | Platin                                                                 | (50.000)    |
| Polen (ZPAV)                 | Gold                                                                   | (50.000)    |
| Schweden (IFPI)              | Platin                                                                 | (80.000)    |
| Schweiz (IFPI)               | 2× Platin                                                              | (100.000)   |
| Spanien (Promusicae)         | 3× Platin                                                              | (300.000)   |
| Südafrika (RISA)             | 3× Platin                                                              | 150.000     |
| Ungarn (MAHASZ)              | Gold                                                                   | (25.000)    |
| Vereinigte Staaten (RIAA)    | 4× Platin                                                              | 4.400.000   |
| Vereinigtes Königreich (BPI) | 4× Platin                                                              | (1.200.000) |
| Insgesamt                    | 5× Gold · 49× Platin ·                                                 | 10.130.000  |

### The Best of 1990–2000
| Land/Region                  | Auszeichnungen für Musikverkäufe (Land/Region, Auszeichnung, Verkäufe) | Verkäufe  |
| ---------------------------- | ---------------------------------------------------------------------- | --------- |
| Argentinien (CAPIF)          | 2× Platin                                                              | 80.000    |
| Australien (ARIA)            | 2× Platin                                                              | 140.000   |
| Belgien (BRMA)               | 2× Platin                                                              | (100.000) |
| Brasilien (PMB)              | Platin                                                                 | 125.000   |
| Dänemark (IFPI)              | Platin                                                                 | (50.000)  |
| Deutschland (BVMI)           | Gold                                                                   | (150.000) |
| Europa (IFPI)                | 3× Platin                                                              | 3.000.000 |
| Finnland (IFPI)              | Gold                                                                   | (15.430)  |
| Frankreich (SNEP)            | 2× Gold                                                                | (200.000) |
| Griechenland (IFPI)          | Platin                                                                 | (20.000)  |
| Italien (FIMI)               | Gold                                                                   | (25.000)  |
| Japan (RIAJ)                 | Gold                                                                   | 100.000   |
| Kanada (MC)                  | 3× Platin                                                              | 300.000   |
| Mexiko (AMPROFON)            | Gold                                                                   | 75.000    |
| Neuseeland (RMNZ)            | 5× Platin                                                              | 75.000    |
| Niederlande (NVPI)           | Platin                                                                 | (80.000)  |
| Österreich (IFPI)            | Platin                                                                 | (40.000)  |
| Polen (ZPAV)                 | Gold                                                                   | (35.000)  |
| Schweden (IFPI)              | Gold                                                                   | (30.000)  |
| Schweiz (IFPI)               | 2× Platin                                                              | (80.000)  |
| Spanien (Promusicae)         | Platin                                                                 | (100.000) |
| Ungarn (MAHASZ)              | Gold                                                                   | (15.000)  |
| Vereinigte Staaten (RIAA)    | Platin                                                                 | 1.000.000 |
| Vereinigtes Königreich (BPI) | 2× Platin                                                              | (600.000) |
| Insgesamt                    | 10× Gold · 28× Platin ·                                                | 4.955.000 |

### The B-Sides 1990–2000
| Land/Region                  | Auszeichnungen für Musikverkäufe (Land/Region, Auszeichnung, Verkäufe) | Verkäufe |
| ---------------------------- | ---------------------------------------------------------------------- | -------- |
| Argentinien (CAPIF)          | Gold                                                                   | 20.000   |
| Vereinigtes Königreich (BPI) | Platin                                                                 | 300.000  |
| Insgesamt                    | 1× Gold · 1× Platin ·                                                  | 320.000  |

### How to Dismantle an Atomic Bomb
| Land/Region                  | Auszeichnungen für Musikverkäufe (Land/Region, Auszeichnung, Verkäufe) | Verkäufe    |
| ---------------------------- | ---------------------------------------------------------------------- | ----------- |
| Argentinien (CAPIF)          | 3× Platin                                                              | 120.000     |
| Australien (ARIA)            | 4× Platin                                                              | 280.000     |
| Belgien (BRMA)               | Platin                                                                 | (50.000)    |
| Brasilien (PMB)              | 2× Platin                                                              | 250.000     |
| Dänemark (IFPI)              | 4× Platin                                                              | (80.000)    |
| Deutschland (BVMI)           | 3× Gold                                                                | (450.000)   |
| Europa (IFPI)                | 3× Platin                                                              | 3.000.000   |
| Finnland (IFPI)              | Gold                                                                   | (21.348)    |
| Frankreich (SNEP)            | Platin                                                                 | (300.000)   |
| Griechenland (IFPI)          | Platin                                                                 | (20.000)    |
| Irland (IRMA)                | 10× Platin                                                             | (150.000)   |
| Japan (RIAJ)                 | Platin                                                                 | 250.000     |
| Kanada (MC)                  | 5× Platin                                                              | 500.000     |
| Kolumbien (ASINCOL)          | 3× Gold                                                                | 22.500      |
| Kroatien (HDU)               | Silber                                                                 | (3.000)     |
| Mexiko (AMPROFON)            | Platin                                                                 | 100.000     |
| Neuseeland (RMNZ)            | 3× Platin                                                              | 45.000      |
| Niederlande (NVPI)           | Gold                                                                   | (40.000)    |
| Österreich (IFPI)            | Platin                                                                 | (30.000)    |
| Polen (ZPAV)                 | Gold                                                                   | (20.000)    |
| Portugal (AFP)               | 3× Platin                                                              | (120.000)   |
| Russland (NFPF)              | Gold                                                                   | (10.000)    |
| Schweden (IFPI)              | Platin                                                                 | (60.000)    |
| Spanien (Promusicae)         | 2× Platin                                                              | (200.000)   |
| Ungarn (MAHASZ)              | Gold                                                                   | (10.000)    |
| Vereinigte Staaten (RIAA)    | 3× Platin                                                              | 3.300.000   |
| Vereinigtes Königreich (BPI) | 4× Platin                                                              | (1.200.000) |
| Insgesamt                    | 1× Silber · 7× Gold · 55× Platin ·                                     | 7.867.500   |

### U218 Singles
| Land/Region                  | Auszeichnungen für Musikverkäufe (Land/Region, Auszeichnung, Verkäufe) | Verkäufe    |
| ---------------------------- | ---------------------------------------------------------------------- | ----------- |
| Argentinien (CAPIF)          | Platin                                                                 | 40.000      |
| Australien (ARIA)            | 5× Platin                                                              | 350.000     |
| Belgien (BRMA)               | Platin                                                                 | 50.000      |
| Brasilien (PMB)              | Platin                                                                 | 60.000      |
| Dänemark (IFPI)              | Platin                                                                 | 30.000      |
| Deutschland (BVMI)           | Platin                                                                 | 200.000     |
| Europa (IFPI)                | 2× Platin                                                              | (2.000.000) |
| Griechenland (IFPI)          | Platin                                                                 | 15.000      |
| Irland (IRMA)                | 6× Platin                                                              | 90.000      |
| Italien (FIMI)               | Platin                                                                 | 50.000      |
| Japan (RIAJ)                 | Gold                                                                   | 100.000     |
| Kanada (MC)                  | Platin                                                                 | 100.000     |
| Mexiko (AMPROFON)            | Gold                                                                   | 50.000      |
| Neuseeland (RMNZ)            | 4× Platin                                                              | 60.000      |
| Niederlande (NVPI)           | Gold                                                                   | 35.000      |
| Polen (ZPAV)                 | 2× Platin                                                              | 40.000      |
| Portugal (AFP)               | Platin                                                                 | 20.000      |
| Russland (NFPF)              | Platin                                                                 | 20.000      |
| Schweiz (IFPI)               | Platin                                                                 | 30.000      |
| Spanien (Promusicae)         | Platin                                                                 | 80.000      |
| Ungarn (MAHASZ)              | Platin                                                                 | 6.000       |
| Vereinigtes Königreich (BPI) | 5× Platin                                                              | 1.500.000   |
| Insgesamt                    | 3× Gold · 37× Platin ·                                                 | 2.936.000   |

### No Line on the Horizon
| Land/Region                  | Auszeichnungen für Musikverkäufe (Land/Region, Auszeichnung, Verkäufe) | Verkäufe    |
| ---------------------------- | ---------------------------------------------------------------------- | ----------- |
| Argentinien (CAPIF)          | Gold                                                                   | 20.000      |
| Australien (ARIA)            | Platin                                                                 | 70.000      |
| Belgien (BRMA)               | Platin                                                                 | 30.000      |
| Brasilien (PMB)              | Platin                                                                 | 60.000      |
| Dänemark (IFPI)              | 2× Platin                                                              | (40.000)    |
| Deutschland (BVMI)           | Platin                                                                 | 200.000     |
| Europa (IFPI)                | Platin                                                                 | (1.000.000) |
| Finnland (IFPI)              | Gold                                                                   | 17.019      |
| Golf-Kooperationsrat (IFPI)  | Gold                                                                   | 3.000       |
| Griechenland (IFPI)          | Platin                                                                 | 6.000       |
| Irland (IRMA)                | 4× Platin                                                              | 60.000      |
| Italien (FIMI)               | 3× Platin                                                              | 180.000     |
| Japan (RIAJ)                 | Gold                                                                   | 100.000     |
| Kanada (MC)                  | 2× Platin                                                              | 160.000     |
| Mexiko (AMPROFON)            | Gold                                                                   | 40.000      |
| Neuseeland (RMNZ)            | Platin                                                                 | 15.000      |
| Niederlande (NVPI)           | 2× Platin                                                              | 120.000     |
| Österreich (IFPI)            | Platin                                                                 | 20.000      |
| Portugal (AFP)               | Platin                                                                 | 20.000      |
| Rumänien (UFPR)              | Platin                                                                 | 4.000       |
| Russland (NFPF)              | Platin                                                                 | 20.000      |
| Schweden (IFPI)              | Platin                                                                 | 40.000      |
| Schweiz (IFPI)               | Platin                                                                 | 30.000      |
| Spanien (Promusicae)         | Platin                                                                 | 60.000      |
| Ungarn (MAHASZ)              | Platin                                                                 | 6.000       |
| Vereinigte Staaten (RIAA)    | Platin                                                                 | 1.100.000   |
| Vereinigtes Königreich (BPI) | Platin                                                                 | 300.000     |
| Insgesamt                    | 5× Gold · 30× Platin ·                                                 | 2.604.019   |

### Songs of Innocence
| Land/Region                  | Auszeichnungen für Musikverkäufe (Land/Region, Auszeichnung, Verkäufe) | Verkäufe |
| ---------------------------- | ---------------------------------------------------------------------- | -------- |
| Brasilien (PMB)              | Platin                                                                 | 40.000   |
| Deutschland (BVMI)           | Gold                                                                   | 100.000  |
| Italien (FIMI)               | 2× Platin                                                              | 100.000  |
| Niederlande (NVPI)           | Platin                                                                 | 40.000   |
| Österreich (IFPI)            | Platin                                                                 | 15.000   |
| Polen (ZPAV)                 | 2× Platin                                                              | 40.000   |
| Portugal (AFP)               | Gold                                                                   | 7.500    |
| Singapur (RIAS)              | Platin                                                                 | 10.000   |
| Spanien (Promusicae)         | Gold                                                                   | 20.000   |
| Vereinigtes Königreich (BPI) | Silber                                                                 | 60.000   |
| Insgesamt                    | 1× Silber · 3× Gold · 8× Platin ·                                      | 432.500  |

### Songs of Experience
| Land/Region                  | Auszeichnungen für Musikverkäufe (Land/Region, Auszeichnung, Verkäufe) | Verkäufe |
| ---------------------------- | ---------------------------------------------------------------------- | -------- |
| Belgien (BRMA)               | Gold                                                                   | 10.000   |
| Dänemark (IFPI)              | Gold                                                                   | 10.000   |
| Deutschland (BVMI)           | Gold                                                                   | 100.000  |
| Frankreich (SNEP)            | 2× Platin                                                              | 200.000  |
| Italien (FIMI)               | 2× Platin                                                              | 100.000  |
| Kanada (MC)                  | Gold                                                                   | 40.000   |
| Österreich (IFPI)            | Gold                                                                   | 7.500    |
| Polen (ZPAV)                 | Gold                                                                   | 10.000   |
| Portugal (AFP)               | Gold                                                                   | 7.500    |
| Spanien (Promusicae)         | Gold                                                                   | 20.000   |
| Vereinigtes Königreich (BPI) | Gold                                                                   | 100.000  |
| Insgesamt                    | 9× Gold · 4× Platin ·                                                  | 645.000  |

### Songs of Surrender
| Land/Region       | Auszeichnungen für Musikverkäufe (Land/Region, Auszeichnung, Verkäufe) | Verkäufe |
| ----------------- | ---------------------------------------------------------------------- | -------- |
| Frankreich (SNEP) | Gold                                                                   | 50.000   |
| Insgesamt         | 1× Gold ·                                                              | 50.000   |

## Auszeichnungen nach Singles

### Sunday Bloody Sunday
| Land/Region                  | Auszeichnungen für Musikverkäufe (Land/Region, Auszeichnung, Verkäufe) | Verkäufe |
| ---------------------------- | ---------------------------------------------------------------------- | -------- |
| Italien (FIMI)               | Platin                                                                 | 100.000  |
| Neuseeland (RMNZ)            | Platin                                                                 | 30.000   |
| Spanien (Promusicae)         | Gold                                                                   | 30.000   |
| Vereinigtes Königreich (BPI) | Silber                                                                 | 200.000  |
| Insgesamt                    | 1× Silber · 1× Gold · 2× Platin ·                                      | 360.000  |

### Pride (In the Name of Love)
| Land/Region                  | Auszeichnungen für Musikverkäufe (Land/Region, Auszeichnung, Verkäufe) | Verkäufe |
| ---------------------------- | ---------------------------------------------------------------------- | -------- |
| Brasilien (PMB)              | Platin                                                                 | 60.000   |
| Italien (FIMI)               | Gold                                                                   | 35.000   |
| Neuseeland (RMNZ)            | Platin                                                                 | 30.000   |
| Spanien (Promusicae)         | Gold                                                                   | 30.000   |
| Vereinigtes Königreich (BPI) | Silber                                                                 | 200.000  |
| Insgesamt                    | 1× Silber · 2× Gold · 2× Platin ·                                      | 355.000  |

### With or Without You
| Land/Region                  | Auszeichnungen für Musikverkäufe (Land/Region, Auszeichnung, Verkäufe) | Verkäufe  |
| ---------------------------- | ---------------------------------------------------------------------- | --------- |
| Brasilien (PMB)              | Gold                                                                   | 30.000    |
| Dänemark (IFPI)              | Platin                                                                 | 90.000    |
| Deutschland (BVMI)           | Platin                                                                 | 600.000   |
| Frankreich (SNEP)            | Platin                                                                 | 200.000   |
| Italien (FIMI)               | 2× Platin                                                              | 140.000   |
| Kanada (MC)                  | Gold                                                                   | 50.000    |
| Neuseeland (RMNZ)            | 4× Platin                                                              | 120.000   |
| Österreich (IFPI)            | Gold                                                                   | 50.000    |
| Portugal (AFP)               | Platin                                                                 | 10.000    |
| Spanien (Promusicae)         | 3× Platin                                                              | 180.000   |
| Vereinigtes Königreich (BPI) | 3× Platin                                                              | 1.800.000 |
| Insgesamt                    | 3× Gold · 16× Platin ·                                                 | 3.270.000 |

### I Still Haven’t Found What I’m Looking For
| Land/Region                  | Auszeichnungen für Musikverkäufe (Land/Region, Auszeichnung, Verkäufe) | Verkäufe  |
| ---------------------------- | ---------------------------------------------------------------------- | --------- |
| Australien (ARIA)            | Gold                                                                   | 35.000    |
| Brasilien (PMB)              | Gold                                                                   | 30.000    |
| Dänemark (IFPI)              | Platin                                                                 | 90.000    |
| Deutschland (BVMI)           | Gold                                                                   | 250.000   |
| Italien (FIMI)               | Platin                                                                 | 70.000    |
| Kanada (MC)                  | Gold                                                                   | 50.000    |
| Neuseeland (RMNZ)            | 4× Platin                                                              | 120.000   |
| Österreich (IFPI)            | Gold                                                                   | 50.000    |
| Spanien (Promusicae)         | Platin                                                                 | 60.000    |
| Vereinigtes Königreich (BPI) | 2× Platin                                                              | 1.200.000 |
| Insgesamt                    | 4× Gold · 9× Platin ·                                                  | 1.955.000 |

### Where the Streets Have No Name
| Land/Region                  | Auszeichnungen für Musikverkäufe (Land/Region, Auszeichnung, Verkäufe) | Verkäufe |
| ---------------------------- | ---------------------------------------------------------------------- | -------- |
| Italien (FIMI)               | Gold                                                                   | 35.000   |
| Neuseeland (RMNZ)            | Platin                                                                 | 30.000   |
| Spanien (Promusicae)         | Gold                                                                   | 30000    |
| Vereinigtes Königreich (BPI) | Gold                                                                   | 400.000  |
| Insgesamt                    | 3× Gold · 1× Platin ·                                                  | 495.000  |

### One Tree Hill
| Land/Region       | Auszeichnungen für Musikverkäufe (Land/Region, Auszeichnung, Verkäufe) | Verkäufe |
| ----------------- | ---------------------------------------------------------------------- | -------- |
| Neuseeland (RMNZ) | Gold                                                                   | 10.000   |
| Insgesamt         | 1× Gold ·                                                              | 10.000   |

### Desire
| Land/Region                  | Auszeichnungen für Musikverkäufe (Land/Region, Auszeichnung, Verkäufe) | Verkäufe  |
| ---------------------------- | ---------------------------------------------------------------------- | --------- |
| Australien (ARIA)            | Gold                                                                   | 35.000    |
| Kanada (MC)                  | Gold                                                                   | 50.000    |
| Neuseeland (RMNZ)            | Gold                                                                   | 10.000    |
| Vereinigte Staaten (RIAA)    | Gold                                                                   | 1.000.000 |
| Vereinigtes Königreich (BPI) | Silber                                                                 | 250.000   |
| Insgesamt                    | 1× Silber · 4× Gold ·                                                  | 1.345.000 |

### All I Want Is You
| Land/Region       | Auszeichnungen für Musikverkäufe (Land/Region, Auszeichnung, Verkäufe) | Verkäufe |
| ----------------- | ---------------------------------------------------------------------- | -------- |
| Australien (ARIA) | Platin                                                                 | 70.000   |
| Neuseeland (RMNZ) | Gold                                                                   | 5.000    |
| Insgesamt         | 1× Gold · 1× Platin ·                                                  | 75.000   |

### The Fly
| Land/Region                  | Auszeichnungen für Musikverkäufe (Land/Region, Auszeichnung, Verkäufe) | Verkäufe |
| ---------------------------- | ---------------------------------------------------------------------- | -------- |
| Australien (ARIA)            | Gold                                                                   | 35.000   |
| Neuseeland (RMNZ)            | Platin                                                                 | 10.000   |
| Vereinigtes Königreich (BPI) | Silber                                                                 | 200.000  |
| Insgesamt                    | 1× Silber · 1× Gold · 1× Platin ·                                      | 245.000  |

### Mysterious Ways
| Land/Region       | Auszeichnungen für Musikverkäufe (Land/Region, Auszeichnung, Verkäufe) | Verkäufe |
| ----------------- | ---------------------------------------------------------------------- | -------- |
| Australien (ARIA) | Gold                                                                   | 35.000   |
| Neuseeland (RMNZ) | Gold                                                                   | 5.000    |
| Insgesamt         | 2× Gold ·                                                              | 40.000   |

### One
| Land/Region                  | Auszeichnungen für Musikverkäufe (Land/Region, Auszeichnung, Verkäufe) | Verkäufe  |
| ---------------------------- | ---------------------------------------------------------------------- | --------- |
| Brasilien (PMB)              | Gold                                                                   | 30.000    |
| Dänemark (IFPI)              | Platin                                                                 | 90.000    |
| Italien (FIMI)               | 2× Platin                                                              | 200.000   |
| Neuseeland (RMNZ)            | 2× Platin                                                              | 60.000    |
| Österreich (IFPI)            | Gold                                                                   | 25.000    |
| Spanien (Promusicae)         | 2× Platin                                                              | 120.000   |
| Vereinigtes Königreich (BPI) | Platin                                                                 | 600.000   |
| Insgesamt                    | 2× Gold · 8× Platin ·                                                  | 1.125.000 |

### Lemon
| Land/Region       | Auszeichnungen für Musikverkäufe (Land/Region, Auszeichnung, Verkäufe) | Verkäufe |
| ----------------- | ---------------------------------------------------------------------- | -------- |
| Australien (ARIA) | Gold                                                                   | 35.000   |
| Neuseeland (RMNZ) | Platin                                                                 | 10.000   |
| Insgesamt         | 1× Gold · 1× Platin ·                                                  | 45.000   |

### Stay (Faraway, So Close!)
| Land/Region                  | Auszeichnungen für Musikverkäufe (Land/Region, Auszeichnung, Verkäufe) | Verkäufe |
| ---------------------------- | ---------------------------------------------------------------------- | -------- |
| Australien (ARIA)            | Gold                                                                   | 35.000   |
| Neuseeland (RMNZ)            | Platin                                                                 | 10.000   |
| Vereinigtes Königreich (BPI) | Silber                                                                 | 200.000  |
| Insgesamt                    | 1× Silber · 1× Gold · 1× Platin ·                                      | 245.000  |

### Hold Me, Thrill Me, Kiss Me, Kill Me
| Land/Region                  | Auszeichnungen für Musikverkäufe (Land/Region, Auszeichnung, Verkäufe) | Verkäufe |
| ---------------------------- | ---------------------------------------------------------------------- | -------- |
| Australien (ARIA)            | Gold                                                                   | 35.000   |
| Frankreich (SNEP)            | Silber                                                                 | 125.000  |
| Neuseeland (RMNZ)            | Gold                                                                   | 5.000    |
| Vereinigtes Königreich (BPI) | Gold                                                                   | 400.000  |
| Insgesamt                    | 1× Silber · 3× Gold ·                                                  | 565.000  |

### Miss Sarajevo
| Land/Region                  | Auszeichnungen für Musikverkäufe (Land/Region, Auszeichnung, Verkäufe) | Verkäufe |
| ---------------------------- | ---------------------------------------------------------------------- | -------- |
| Belgien (BRMA)               | Gold                                                                   | 25.000   |
| Vereinigtes Königreich (BPI) | Silber                                                                 | 200.000  |
| Insgesamt                    | 1× Silber · 1× Gold ·                                                  | 225.000  |

### Discothèque
| Land/Region                  | Auszeichnungen für Musikverkäufe (Land/Region, Auszeichnung, Verkäufe) | Verkäufe |
| ---------------------------- | ---------------------------------------------------------------------- | -------- |
| Australien (ARIA)            | Platin                                                                 | 70.000   |
| Neuseeland (RMNZ)            | Gold                                                                   | 7.500    |
| Vereinigte Staaten (RIAA)    | Gold                                                                   | 500.000  |
| Vereinigtes Königreich (BPI) | Silber                                                                 | 200.000  |
| Insgesamt                    | 1× Silber · 2× Gold · 1× Platin ·                                      | 777.500  |

### Sweetest Thing
| Land/Region                  | Auszeichnungen für Musikverkäufe (Land/Region, Auszeichnung, Verkäufe) | Verkäufe |
| ---------------------------- | ---------------------------------------------------------------------- | -------- |
| Australien (ARIA)            | Gold                                                                   | 35.000   |
| Neuseeland (RMNZ)            | Platin                                                                 | 30.000   |
| Schweden (IFPI)              | Gold                                                                   | 15.000   |
| Vereinigtes Königreich (BPI) | Gold                                                                   | 400.000  |
| Insgesamt                    | 3× Gold · 1× Platin ·                                                  | 480.000  |

### Beautiful Day
| Land/Region                  | Auszeichnungen für Musikverkäufe (Land/Region, Auszeichnung, Verkäufe) | Verkäufe  |
| ---------------------------- | ---------------------------------------------------------------------- | --------- |
| Australien (ARIA)            | Platin                                                                 | 70.000    |
| Brasilien (PMB)              | Platin                                                                 | 60.000    |
| Dänemark (IFPI)              | Gold                                                                   | 45.000    |
| Deutschland (BVMI)           | Gold                                                                   | 250.000   |
| Italien (FIMI)               | Platin                                                                 | 50.000    |
| Neuseeland (RMNZ)            | 2× Platin                                                              | 60.000    |
| Spanien (Promusicae)         | Platin                                                                 | 60.000    |
| Vereinigte Staaten (RIAA)    | Gold                                                                   | 500.000   |
| Vereinigtes Königreich (BPI) | 2× Platin                                                              | 1.200.000 |
| Insgesamt                    | 3× Gold · 8× Platin ·                                                  | 2.295.000 |

### Stuck in a Moment You Can’t Get Out Of
| Land/Region                  | Auszeichnungen für Musikverkäufe (Land/Region, Auszeichnung, Verkäufe) | Verkäufe |
| ---------------------------- | ---------------------------------------------------------------------- | -------- |
| Australien (ARIA)            | Gold                                                                   | 35.000   |
| Vereinigtes Königreich (BPI) | Silber                                                                 | 200.000  |
| Insgesamt                    | 1× Silber · 1× Gold ·                                                  | 235.000  |

### Electrical Storm
| Land/Region       | Auszeichnungen für Musikverkäufe (Land/Region, Auszeichnung, Verkäufe) | Verkäufe |
| ----------------- | ---------------------------------------------------------------------- | -------- |
| Australien (ARIA) | Gold                                                                   | 35.000   |
| Neuseeland (RMNZ) | Gold                                                                   | 5.000    |
| Insgesamt         | 2× Gold ·                                                              | 40.000   |

### Take Me to the Clouds Above
| Land/Region                  | Auszeichnungen für Musikverkäufe (Land/Region, Auszeichnung, Verkäufe) | Verkäufe |
| ---------------------------- | ---------------------------------------------------------------------- | -------- |
| Vereinigtes Königreich (BPI) | Platin                                                                 | 600.000  |
| Insgesamt                    | 1× Platin ·                                                            | 600.000  |

### Vertigo
| Land/Region                  | Auszeichnungen für Musikverkäufe (Land/Region, Auszeichnung, Verkäufe) | Verkäufe  |
| ---------------------------- | ---------------------------------------------------------------------- | --------- |
| Australien (ARIA)            | Platin                                                                 | 70.000    |
| Brasilien (PMB)              | Gold                                                                   | 30.000    |
| Neuseeland (RMNZ)            | Gold                                                                   | 7.500     |
| Vereinigte Staaten (RIAA)    | Gold                                                                   | 500.000   |
| Vereinigtes Königreich (BPI) | Gold                                                                   | 400.000   |
| Insgesamt                    | 4× Gold · 1× Platin ·                                                  | 1.007.500 |

### Sometimes You Can’t Make It on Your Own
| Land/Region                  | Auszeichnungen für Musikverkäufe (Land/Region, Auszeichnung, Verkäufe) | Verkäufe |
| ---------------------------- | ---------------------------------------------------------------------- | -------- |
| Vereinigtes Königreich (BPI) | Silber                                                                 | 200.000  |
| Insgesamt                    | 1× Silber ·                                                            | 200.000  |

### One (Mary J. Blige & U2)
| Land/Region                  | Auszeichnungen für Musikverkäufe (Land/Region, Auszeichnung, Verkäufe) | Verkäufe |
| ---------------------------- | ---------------------------------------------------------------------- | -------- |
| Dänemark (IFPI)              | Platin                                                                 | 8.000    |
| Deutschland (BVMI)           | Platin                                                                 | 300.000  |
| Schweden (IFPI)              | Gold                                                                   | 10.000   |
| Vereinigtes Königreich (BPI) | Gold                                                                   | 400.000  |
| Insgesamt                    | 2× Gold · 2× Platin ·                                                  | 718.000  |

### Magnificent
| Land/Region     | Auszeichnungen für Musikverkäufe (Land/Region, Auszeichnung, Verkäufe) | Verkäufe |
| --------------- | ---------------------------------------------------------------------- | -------- |
| Brasilien (PMB) | Gold                                                                   | 30.000   |
| Insgesamt       | 1× Gold ·                                                              | 30.000   |

### Ordinary Love
| Land/Region        | Auszeichnungen für Musikverkäufe (Land/Region, Auszeichnung, Verkäufe) | Verkäufe |
| ------------------ | ---------------------------------------------------------------------- | -------- |
| Brasilien (PMB)    | Gold                                                                   | 30.000   |
| Frankreich (SNEP)  | —                                                                      | 30.500   |
| Italien (FIMI)     | Platin                                                                 | 60.000   |
| Niederlande (NVPI) | 2× Platin                                                              | 60.000   |
| Insgesamt          | 1× Gold · 3× Platin ·                                                  | 180.500  |

### Invisible
| Land/Region    | Auszeichnungen für Musikverkäufe (Land/Region, Auszeichnung, Verkäufe) | Verkäufe |
| -------------- | ---------------------------------------------------------------------- | -------- |
| Italien (FIMI) | Platin                                                                 | 50.000   |
| Insgesamt      | 1× Platin ·                                                            | 50.000   |

### The Miracle
| Land/Region        | Auszeichnungen für Musikverkäufe (Land/Region, Auszeichnung, Verkäufe) | Verkäufe |
| ------------------ | ---------------------------------------------------------------------- | -------- |
| Brasilien (PMB)    | 2× Diamant                                                             | 500.000  |
| Niederlande (NVPI) | Platin                                                                 | 30.000   |
| Insgesamt          | 1× Platin · 2× Diamant ·                                               | 530.000  |

### Every Breaking Wave
| Land/Region        | Auszeichnungen für Musikverkäufe (Land/Region, Auszeichnung, Verkäufe) | Verkäufe |
| ------------------ | ---------------------------------------------------------------------- | -------- |
| Brasilien (PMB)    | 2× Diamant                                                             | 500.000  |
| Italien (FIMI)     | Gold                                                                   | 25.000   |
| Niederlande (NVPI) | Platin                                                                 | 30.000   |
| Insgesamt          | 1× Gold · 3× Platin ·                                                  | 555.000  |

### Song for Someone
| Land/Region     | Auszeichnungen für Musikverkäufe (Land/Region, Auszeichnung, Verkäufe) | Verkäufe |
| --------------- | ---------------------------------------------------------------------- | -------- |
| Brasilien (PMB) | 2× Diamant                                                             | 500.000  |
| Italien (FIMI)  | Gold                                                                   | 25.000   |
| Insgesamt       | 1× Gold · 2× Diamant ·                                                 | 525.000  |

### You’re the Best Thing About Me
| Land/Region       | Auszeichnungen für Musikverkäufe (Land/Region, Auszeichnung, Verkäufe) | Verkäufe |
| ----------------- | ---------------------------------------------------------------------- | -------- |
| Frankreich (SNEP) | Gold                                                                   | 100.000  |
| Italien (FIMI)    | Gold                                                                   | 25.000   |
| Insgesamt         | 2× Gold ·                                                              | 125.000  |

## Auszeichnungen nach Liedern

### No Line on the Horizon
| Land/Region     | Auszeichnungen für Musikverkäufe (Land/Region, Auszeichnung, Verkäufe) | Verkäufe |
| --------------- | ---------------------------------------------------------------------- | -------- |
| Brasilien (PMB) | Platin                                                                 | 60.000   |
| Insgesamt       | 1× Platin ·                                                            | 60.000   |

### Cedarwood Road
| Land/Region     | Auszeichnungen für Musikverkäufe (Land/Region, Auszeichnung, Verkäufe) | Verkäufe |
| --------------- | ---------------------------------------------------------------------- | -------- |
| Brasilien (PMB) | 2× Diamant                                                             | 500.000  |
| Insgesamt       | 2× Diamant ·                                                           | 500.000  |

### Raised By Wolves
| Land/Region     | Auszeichnungen für Musikverkäufe (Land/Region, Auszeichnung, Verkäufe) | Verkäufe |
| --------------- | ---------------------------------------------------------------------- | -------- |
| Brasilien (PMB) | 2× Diamant                                                             | 500.000  |
| Insgesamt       | 2× Diamant ·                                                           | 500.000  |

### California (There Is No End To Love)
| Land/Region     | Auszeichnungen für Musikverkäufe (Land/Region, Auszeichnung, Verkäufe) | Verkäufe  |
| --------------- | ---------------------------------------------------------------------- | --------- |
| Brasilien (PMB) | 4× Diamant                                                             | 1.000.000 |
| Insgesamt       | 4× Diamant ·                                                           | 1.000.000 |

### This Is Where You Can Reach Me Now
| Land/Region     | Auszeichnungen für Musikverkäufe (Land/Region, Auszeichnung, Verkäufe) | Verkäufe |
| --------------- | ---------------------------------------------------------------------- | -------- |
| Brasilien (PMB) | 2× Diamant                                                             | 500.000  |
| Insgesamt       | 2× Diamant ·                                                           | 500.000  |

### The Troubles
| Land/Region     | Auszeichnungen für Musikverkäufe (Land/Region, Auszeichnung, Verkäufe) | Verkäufe |
| --------------- | ---------------------------------------------------------------------- | -------- |
| Brasilien (PMB) | 2× Diamant                                                             | 500.000  |
| Insgesamt       | 2× Diamant ·                                                           | 500.000  |

### Iris (Hold Me Close)
| Land/Region     | Auszeichnungen für Musikverkäufe (Land/Region, Auszeichnung, Verkäufe) | Verkäufe |
| --------------- | ---------------------------------------------------------------------- | -------- |
| Brasilien (PMB) | 2× Diamant                                                             | 500.000  |
| Insgesamt       | 2× Diamant ·                                                           | 500.000  |

### Volcano
| Land/Region     | Auszeichnungen für Musikverkäufe (Land/Region, Auszeichnung, Verkäufe) | Verkäufe |
| --------------- | ---------------------------------------------------------------------- | -------- |
| Brasilien (PMB) | 2× Diamant                                                             | 500.000  |
| Insgesamt       | 2× Diamant ·                                                           | 500.000  |

### Sleep Like a Baby Tonight
| Land/Region     | Auszeichnungen für Musikverkäufe (Land/Region, Auszeichnung, Verkäufe) | Verkäufe |
| --------------- | ---------------------------------------------------------------------- | -------- |
| Brasilien (PMB) | 2× Diamant                                                             | 500.000  |
| Insgesamt       | 2× Diamant ·                                                           | 500.000  |

### XXX.
| Land/Region                  | Auszeichnungen für Musikverkäufe (Land/Region, Auszeichnung, Verkäufe) | Verkäufe |
| ---------------------------- | ---------------------------------------------------------------------- | -------- |
| Australien (ARIA)            | Platin                                                                 | 70.000   |
| Kanada (MC)                  | Platin                                                                 | 80.000   |
| Neuseeland (RMNZ)            | Gold                                                                   | 15.000   |
| Vereinigte Staaten (RIAA)    | Gold                                                                   | 500.000  |
| Vereinigtes Königreich (BPI) | Silber                                                                 | 200.000  |
| Insgesamt                    | 1× Silber · 2× Gold · 2× Platin ·                                      | 865.000  |

## Auszeichnungen nach Musikstreamings

### With or Without You
| Land/Region     | Auszeichnungen für Musikverkäufe (Land/Region, Auszeichnung, Verkäufe) | Verkäufe |
| --------------- | ---------------------------------------------------------------------- | -------- |
| Dänemark (IFPI) | Gold                                                                   | 900.000  |
| Insgesamt       | 1× Gold ·                                                              | 900.000  |

## Auszeichnungen nach Videoalben

### U2: Rattle and Hum
| Land/Region                  | Auszeichnungen für Musikverkäufe (Land/Region, Auszeichnung, Verkäufe) | Verkäufe |
| ---------------------------- | ---------------------------------------------------------------------- | -------- |
| Deutschland (BVMI)           | 2× Platin                                                              | 100.000  |
| Vereinigtes Königreich (BPI) | 3× Platin                                                              | 150.000  |
| Insgesamt                    | 5× Platin ·                                                            | 250.000  |

### Achtung Baby – The Videos
| Land/Region               | Auszeichnungen für Musikverkäufe (Land/Region, Auszeichnung, Verkäufe) | Verkäufe |
| ------------------------- | ---------------------------------------------------------------------- | -------- |
| Vereinigte Staaten (RIAA) | Platin                                                                 | 100.000  |
| Insgesamt                 | 1× Platin ·                                                            | 100.000  |

### Zoo TV: Live from Sydney
| Land/Region                  | Auszeichnungen für Musikverkäufe (Land/Region, Auszeichnung, Verkäufe) | Verkäufe |
| ---------------------------- | ---------------------------------------------------------------------- | -------- |
| Argentinien (CAPIF)          | Platin                                                                 | 8.000    |
| Australien (ARIA)            | 2× Platin                                                              | 30.000   |
| Brasilien (PMB)              | Platin                                                                 | 30.000   |
| Mexiko (AMPROFON)            | Gold                                                                   | 10.000   |
| Neuseeland (RMNZ)            | Gold                                                                   | 2.500    |
| Portugal (AFP)               | Platin                                                                 | 8.000    |
| Spanien (Promusicae)         | Gold                                                                   | 10.000   |
| Vereinigte Staaten (RIAA)    | Platin                                                                 | 100.000  |
| Vereinigtes Königreich (BPI) | Platin                                                                 | 50.000   |
| Insgesamt                    | 2× Gold · 7× Platin ·                                                  | 245.500  |

### Popmart: Live from Mexico City
| Land/Region                  | Auszeichnungen für Musikverkäufe (Land/Region, Auszeichnung, Verkäufe) | Verkäufe |
| ---------------------------- | ---------------------------------------------------------------------- | -------- |
| Australien (ARIA)            | Gold                                                                   | 7.500    |
| Brasilien (PMB)              | Gold                                                                   | 15.000   |
| Mexiko (AMPROFON)            | Platin                                                                 | 20.000   |
| Vereinigtes Königreich (BPI) | Platin                                                                 | 50.000   |
| Insgesamt                    | 2× Gold · 2× Platin ·                                                  | 92.500   |

### The Best of 1980–1990
| Land/Region                  | Auszeichnungen für Musikverkäufe (Land/Region, Auszeichnung, Verkäufe) | Verkäufe |
| ---------------------------- | ---------------------------------------------------------------------- | -------- |
| Argentinien (CAPIF)          | 5× Platin                                                              | 40.000   |
| Vereinigtes Königreich (BPI) | Gold                                                                   | 25.000   |
| Insgesamt                    | 1× Gold · 1× Platin ·                                                  | 65.000   |

### Elevation 2001 – U2 Live from Boston
| Land/Region                  | Auszeichnungen für Musikverkäufe (Land/Region, Auszeichnung, Verkäufe) | Verkäufe |
| ---------------------------- | ---------------------------------------------------------------------- | -------- |
| Argentinien (CAPIF)          | Platin                                                                 | 8.000    |
| Australien (ARIA)            | 2× Platin                                                              | 30.000   |
| Brasilien (PMB)              | Gold                                                                   | 25.000   |
| Deutschland (BVMI)           | Gold                                                                   | 25.000   |
| Frankreich (SNEP)            | 3× Platin                                                              | 60.000   |
| Kanada (MC)                  | 5× Platin                                                              | 50.000   |
| Mexiko (AMPROFON)            | Gold                                                                   | 10.000   |
| Österreich (IFPI)            | Gold                                                                   | 5.000    |
| Vereinigte Staaten (RIAA)    | 2× Platin                                                              | 200.000  |
| Vereinigtes Königreich (BPI) | 2× Platin                                                              | 100.000  |
| Insgesamt                    | 4× Gold · 15× Platin ·                                                 | 513.000  |

### The Best of 1990–2000
| Land/Region                  | Auszeichnungen für Musikverkäufe (Land/Region, Auszeichnung, Verkäufe) | Verkäufe |
| ---------------------------- | ---------------------------------------------------------------------- | -------- |
| Argentinien (CAPIF)          | Platin                                                                 | 8.000    |
| Brasilien (PMB)              | Platin                                                                 | 50.000   |
| Frankreich (SNEP)            | Platin                                                                 | 20.000   |
| Mexiko (AMPROFON)            | Gold                                                                   | 10.000   |
| Neuseeland (RMNZ)            | Platin                                                                 | 5.000    |
| Vereinigtes Königreich (BPI) | Platin                                                                 | 50.000   |
| Insgesamt                    | 1× Gold · 5× Platin ·                                                  | 143.000  |

### U2 Go Home – Live from Slane Castle
| Land/Region                  | Auszeichnungen für Musikverkäufe (Land/Region, Auszeichnung, Verkäufe) | Verkäufe |
| ---------------------------- | ---------------------------------------------------------------------- | -------- |
| Argentinien (CAPIF)          | Platin                                                                 | 8.000    |
| Australien (ARIA)            | 7× Platin                                                              | 105.000  |
| Brasilien (PMB)              | Diamant                                                                | 100.000  |
| Dänemark (IFPI)              | 2× Platin                                                              | 40.000   |
| Frankreich (SNEP)            | Platin                                                                 | 20.000   |
| Mexiko (AMPROFON)            | Platin                                                                 | 20.000   |
| Neuseeland (RMNZ)            | 2× Platin                                                              | 10.000   |
| Portugal (AFP)               | 2× Platin                                                              | 16.000   |
| Spanien (Promusicae)         | Gold                                                                   | 10.000   |
| Vereinigtes Königreich (BPI) | 2× Platin                                                              | 100.000  |
| Insgesamt                    | 1× Gold · 18× Platin · 1× Diamant ·                                    | 429.000  |

### Vertigo 2005 – Live from Chicago
| Land/Region                  | Auszeichnungen für Musikverkäufe (Land/Region, Auszeichnung, Verkäufe) | Verkäufe |
| ---------------------------- | ---------------------------------------------------------------------- | -------- |
| Argentinien (CAPIF)          | Platin                                                                 | 8.000    |
| Australien (ARIA)            | 6× Platin                                                              | 90.000   |
| Brasilien (PMB)              | Diamant                                                                | 125.000  |
| Dänemark (IFPI)              | Platin                                                                 | 40.000   |
| Deutschland (BVMI)           | Platin                                                                 | 50.000   |
| Frankreich (SNEP)            | Diamant                                                                | 100.000  |
| Irland (IRMA)                | Platin                                                                 | 4.000    |
| Mexiko (AMPROFON)            | 2× Platin                                                              | 40.000   |
| Neuseeland (RMNZ)            | 4× Platin                                                              | 20.000   |
| Niederlande (NVPI)           | Gold                                                                   | 40.000   |
| Polen (ZPAV)                 | Gold                                                                   | 5.000    |
| Portugal (AFP)               | 3× Platin                                                              | 24.000   |
| Schweiz (IFPI)               | Gold                                                                   | 3.000    |
| Spanien (Promusicae)         | 3× Platin                                                              | 75.000   |
| Vereinigtes Königreich (BPI) | 2× Platin                                                              | 100.000  |
| Insgesamt                    | 3× Gold · 24× Platin · 2× Diamant ·                                    | 762.000  |

### 18 Videos
| Land/Region         | Auszeichnungen für Musikverkäufe (Land/Region, Auszeichnung, Verkäufe) | Verkäufe |
| ------------------- | ---------------------------------------------------------------------- | -------- |
| Argentinien (CAPIF) | Platin                                                                 | 8.000    |
| Australien (ARIA)   | 2× Platin                                                              | 30.000   |
| Brasilien (PMB)     | Platin                                                                 | 30.000   |
| Mexiko (AMPROFON)   | Gold                                                                   | 10.000   |
| Neuseeland (RMNZ)   | Platin                                                                 | 5.000    |
| Insgesamt           | 1× Gold · 5× Platin ·                                                  | 83.000   |

### 360° at the Rose Bowl
| Land/Region                  | Auszeichnungen für Musikverkäufe (Land/Region, Auszeichnung, Verkäufe) | Verkäufe |
| ---------------------------- | ---------------------------------------------------------------------- | -------- |
| Australien (ARIA)            | 3× Platin                                                              | 45.000   |
| Brasilien (PMB)              | Diamant                                                                | 100.000  |
| Deutschland (BVMI)           | 3× Gold                                                                | 75.000   |
| Irland (IRMA)                | 2× Platin                                                              | 8.000    |
| Kanada (MC)                  | 5× Platin                                                              | 50.000   |
| Neuseeland (RMNZ)            | Platin                                                                 | 5.000    |
| Österreich (IFPI)            | Platin                                                                 | 10.000   |
| Polen (ZPAV)                 | Platin                                                                 | 10.000   |
| Portugal (AFP)               | 4× Platin                                                              | 32.000   |
| Schweiz (IFPI)               | Gold                                                                   | 3.000    |
| Spanien (Promusicae)         | Platin                                                                 | 25.000   |
| Vereinigtes Königreich (BPI) | Gold                                                                   | 25.000   |
| Insgesamt                    | 3× Gold · 19× Platin · 1× Diamant ·                                    | 388.000  |

### iNNOCENCE + eXPERIENCE – Live In Paris
| Land/Region     | Auszeichnungen für Musikverkäufe (Land/Region, Auszeichnung, Verkäufe) | Verkäufe |
| --------------- | ---------------------------------------------------------------------- | -------- |
| Brasilien (PMB) | Gold                                                                   | 15.000   |
| Portugal (AFP)  | Gold                                                                   | 4.000    |
| Insgesamt       | 2× Gold ·                                                              | 19.000   |

## Statistik und Quellen
| Land/RegionAuszeichnungen für Musikverkäufe (Land/Region, Auszeichnungen, Verkäufe, Quellen) | Silber       | Gold         | Platin         | Diamant       | Verkäufe     | Quellen |
| -------------------------------------------------------------------------------------------- | ------------ | ------------ | -------------- | ------------- | ------------ | --- |
| Argentinien (CAPIF)                                                                          | —            | 3× Gold3     | 26× Platin26   | —             | 938.000      | capif.org.ar (Memento vom 31. Mai 2011 im Internet Archive) AR2 (Memento vom 31. Mai 2011 im Internet Archive) |
| Australien (ARIA)                                                                            | —            | 13× Gold13   | 79× Platin79   | —             | 4.912.500    | aria.com.au |
| Belgien (BRMA)                                                                               | —            | 3× Gold3     | 15× Platin15   | —             | 790.000      | ultratop.be |
| Brasilien (PMB)                                                                              | —            | 14× Gold14   | 14× Platin14   | 27× Diamant27 | 8.385.000    | pro-musicabr.org.br BR2 BR3                                                                                    |
| Dänemark (IFPI)                                                                              | —            | 4× Gold4     | 23× Platin23   | —             | 913.000      | ifpi.dk |
| Deutschland (BVMI)                                                                           | —            | 12× Gold12   | 16× Platin16   | —             | 7.050.000    | musikindustrie.de                                                                                              |
| Europa (IFPI)                                                                                | —            | —            | 22× Platin22   | —             | (22.000.000) | ifpi.org (Memento vom 1. Januar 2014 im Internet Archive)                                                      |
| Finnland (IFPI)                                                                              | —            | 9× Gold9     | —              | —             | 235.460      | ifpi.fi |
| Frankreich (SNEP)                                                                            | Silber1      | 8× Gold8     | 22× Platin22   | Diamant1      | 5.895.500    | infodisc.fr snepmusique.com                                                                                    |
| Golf-Kooperationsrat (IFPI)                                                                  | —            | Gold1        | —              | —             | 3.000        | ifpi.org (Memento vom 10. Oktober 2013 im Internet Archive)                                                    |
| Griechenland (IFPI)                                                                          | —            | —            | 6× Platin6     | —             | 101.000      | Einzelnachweise                                                                                                |
| Hongkong (IFPI/HKRIA)                                                                        | —            | Gold1        | 2× Platin2     | —             | 50.000       | ifpihk.org |
| Irland (IRMA)                                                                                | —            | —            | 23× Platin23   | —             | 312.000      | irishcharts.ie                                                                                                 |
| Italien (FIMI)                                                                               | —            | 10× Gold10   | 20× Platin20   | —             | 1.695.000    | fimi.it |
| Japan (RIAJ)                                                                                 | —            | 5× Gold5     | 5× Platin5     | —             | 1.550.000    | riaj.or.jp |
| Kanada (MC)                                                                                  | —            | 5× Gold5     | 57× Platin57   | 2× Diamant2   | 6.930.000    | musiccanada.com                                                                                                |
| Kolumbien (ASINCOL)                                                                          | —            | Gold1        | Platin1        | —             | 22.500       | Einzelnachweise                                                                                                |
| Kroatien (HDU)                                                                               | Silber1      | —            | —              | —             | 3.000        | hgu.hr |
| Mexiko (AMPROFON)                                                                            | —            | 11× Gold11   | 6× Platin6     | —             | 985.000      | amprofon.com.mx                                                                                                |
| Neuseeland (RMNZ)                                                                            | —            | 10× Gold10   | 100× Platin100 | —             | 1.887.500    | aotearoamusiccharts.co.nz NZ2                                                                                  |
| Niederlande (NVPI)                                                                           | —            | 6× Gold6     | 14× Platin14   | —             | 1.185.000    | nvpi.nl |
| Norwegen (IFPI)                                                                              | —            | 3× Gold3     | 5× Platin5     | —             | 375.000      | ifpi.no (Memento vom 5. November 2012 im Internet Archive)                                                     |
| Österreich (IFPI)                                                                            | —            | 7× Gold7     | 11× Platin11   | —             | 602.500      | ifpi.at |
| Polen (ZPAV)                                                                                 | —            | 6× Gold6     | 6× Platin6     | —             | 360.000      | olis.pl |
| Portugal (AFP)                                                                               | —            | 3× Gold3     | 22× Platin22   | —             | 509.000      | Einzelnachweise                                                                                                |
| Rumänien (UFPR)                                                                              | —            | —            | Platin1        | —             | 4.000        | Einzelnachweise                                                                                                |
| Russland (NFPF)                                                                              | —            | Gold1        | 2× Platin2     | —             | 50.000       | 2m-online.ru                                                                                                   |
| Schweden (IFPI)                                                                              | —            | 7× Gold7     | 5× Platin5     | —             | 615.000      | sverigetopplistan.se                                                                                           |
| Schweiz (IFPI)                                                                               | —            | 5× Gold5     | 13× Platin13   | —             | 651.000      | hitparade.ch                                                                                                   |
| Singapur (RIAS)                                                                              | —            | —            | Platin1        | —             | 10.000       | rias.org.sg |
| Spanien (Promusicae)                                                                         | —            | 9× Gold9     | 31× Platin31   | —             | 2.710.000    | elportaldemusica.es ES2 ES3 ES4 ES5                                                                            |
| Südafrika (RISA)                                                                             | —            | —            | 3× Platin3     | —             | 150.000      | mi2n.com |
| Ungarn (MAHASZ)                                                                              | —            | 4× Gold4     | 2× Platin2     | —             | 67.000       | slagerlistak.hu                                                                                                |
| Vereinigte Staaten (RIAA)                                                                    | —            | 5× Gold5     | 47× Platin47   | Diamant1      | 57.300.000   | riaa.com |
| Vereinigtes Königreich (BPI)                                                                 | 13× Silber13 | 11× Gold11   | 72× Platin72   | —             | 26.036.000   | bpi.co.uk |
| Insgesamt                                                                                    | 15× Silber15 | 177× Gold177 | 672× Platin672 | 31× Diamant31 |              | |